# Liste der Landmarschälle und Stellvertreter von Niederösterreich
Die Liste der Landmarschälle und Landuntermarschälle bzw. Landmarschall-Stellvertreter gibt einen Überblick über die obersten (ständischen) Politiker und Beamten des Landes Niederösterreich (anfangs gemeinsam mit Oberösterreich, dann als Österreich unter der Enns inklusive der Stadt Wien, die erst 1920 ein eigenes Bundesland wurde).
Der Chef der Landstände war der aus dem Herrenstand kommende Landmarschall (entspricht dem Landeshauptmann in den anderen Kron- bzw. Bundesländern). Eine bisweilen wichtige Funktion hatte auch der aus dem Ritterstand kommende Landuntermarschall. Funktion und Machtbereich der Landstände waren einem ständigen Wechsel unterworfen, bis sie im Zuge der Revolution von 1848, insbesondere der Aufhebung der Grunduntertänigkeit, hinfällig wurden.
Ab 1852 übernahm der Statthalter die Funktion des Landmarschalls. Der Hauptmann, dann Statthalter und zuletzt Präsident war der Chef der Landesregierung (Österreich), welcher vom Herrscher (Landesfürst, Kaiser) eingesetzt wurde. Der Landmarschall war dagegen der oberste (gewählte bzw. entsandte) Vertreter des Landes Niederösterreich (entspricht ungefähr dem heutigen Präsidenten des Landtages).
(siehe auch: Liste der Chefs der Niederösterreichischen Landesregierung ab dem Jahr 1501)

## Chefs der Niederösterreichischen Landstände (um 1280 bis 1861)
Bis 1454 waren Nieder- und Oberösterreich im Herzogtum Österreich vereint, dann trennten sie sich in Österreich unter und ob der Enns.

### Landmarschälle der Österreichischen Landstände (um 1280 bis 1454)
- Hermann von Landenberg (seit 1300: Hermann von Landenberg-Greifensee; um 1256–1306) 1282–1306
- Dietrich von Pillichsdorf (?–1326) 1306–1326
- Ulrich Graf von Pfannberg (um 1287–1354) 1330–1354
- Hermann (II.) von Landenberg-Greifensee (um 1300–1361) 1358–1360
- Leutold (II.) von Stadeck (?–1367) 1360–1367
- Friedrich VI. von Walsee (?–1372) 1367–1368; dann 1369 Landeshauptmann der Steiermark
- Heidenreich von Maissau (?–1381)[1] 1368–1375; vorher 1367/68 Landeshauptmann von Tirol
- Wernhard von Maissau 1375–1377
- Heidenreich von Maissau (2. Amtszeit)[1] 1378–1380
- Rudolf I. von Walsee (?–1397) 1384–1397
- Kaspar I. von Starhemberg (?–1418) 1400[2]
- Ulrich von Dachsberg (?–1402; siehe Dachsberg) 1397–1402
- Friedrich V. von Walsee (?–1408) 1403–1405
- Johann Graf von Maidburg-Hardegg (siehe Maydburg-Hardegg) 1406–1406
- Otto von Maissau (?–1440) 1407–1407
- Hartneid von Pottendorf (um 1389–1426) 1409–1413
- Pilgrim von Puchheim 1417–1422
- Johann Graf von Schaunberg (1396–1453) 1424–1424
- Hans von Winden (um 1369–1431) 1425–1425
- Hans von Ebersdorf (?–1444) 1427–1433
- Johann Graf von Schaunberg (1396–1453) 1437–1439
- Rudiger VII. von Starhemberg (?–1480) 1441–1446
- Bernhard Graf von Schaunberg (1421–1473) 1447–1454

### Landmarschälle der Niederösterreichischen Landstände (1454 bis 1848)
- Bernhard Graf von Schaunberg (1421–1473) 1454–1459
- Jörg von Kuenring 1460–1464
- Jörg von Pottendorf (?–1486) 1466–1472
- Michael Graf von Maidburg-Hardegg (siehe Hardegg, Maydburg) 1475–1483
- Christoph (III.) von Liechtenstein von Nikolsburg (?–1506)[3] 1487–1501
- Benesch von Ebersdorf 1502–1509
- Wilhelm von Puchheim (?–1542) 1509–1514
- Kaspar von Volkensdorf (?–1525) 1515–1522
- Christoph von Puchheim (?–1554) 1522–1527
- Georg von Puchheim (?–1531) 1527–1531
- Wolfgang von Rogendorf (1483–1540) 1532–1533
- Wilhelm von Puchheim (?–1542) 1533–1541
- Christoph Freiherr von Eyczing (1501–1563) 1542–1544; außerdem 1544 bis 1547 Statthalter von NÖ
- Andreas von Puchheim (1510–1558) 1545–1558
- Joachim Freiherr von Schönkirchen (1517–1572) 1559–1563; außerdem 1564 bis 1572 Statthalter von Niederösterreich
- Johann Wilhelm von Rogendorf (auch Roggendorf), Freiherr (1531–1590) 1566–1590
- Ludwig Freiherr von Schönkirchen 1592–1592
- Sigismund Freiherr von Lamberg-Ortenegg-Ottenstein (1536–1616) 1592–1606
- Georg Bernhard von Urschenbeck (1551–1624) (seit 1596: Ritter von) 1606–1620; außerdem 1595 bis 1607 Landuntermarschall
- Seyfried Christoph von Breuner, Freiherr von Stübing, Fladnitz und Rabenstein (1569–1651) 1620–1626; außerdem 1600 bis 1609 Präsident der NÖ Kammer, und 1626 bis 1640 Statthalter von Niederösterreich
- Hans Balthasar (der Ältere) Graf von Hoyos (1583–1632) 1626–1632; außerdem 1619 bis 1625 Präsident der NÖ Kammer
- Sigmund Adam Freiherr von Traun-Maissau (1573–1638) 1632–1637
- Johann Franz Trautson Graf zu Falkenstein (1609–1663) 1637–1642; außerdem 1642 bis 1663 Statthalter von Niederösterreich
- Georg Achaz Graf von Losenstein (1597–1653) 1642–1651
- Ernst Graf von Abensperg und Traun-Meissau (1608–1668) 1651–1668
- Ferdinand Max Graf von Sprinzenstein (1625–1679) 1668–1678
- Hans Balthasar (der Jüngere) Graf von Hoyos (1626–1681) 1679–1681
- Franz Maximilian Graf von Mollart 1681–1690
- Otto Ehrenreich Reichsgraf von Abensperg und Traun-Meissau (1644–1715) 1690–1715
- Alois Thomas Raimund Graf von Harrach zu Rohrau (1669–1742) 1715–1742
- Ferdinand Leopold Graf von Herberstein (1695–1744) 1742–1744
- Friedrich August Gervasius Graf von Harrach zu Rohrau und Thannhausen (1696–1749) 1744–1745
- Ferdinand Bonaventura Anton Graf von Harrach zu Rohrau und Thannhausen (1708–1778) 1745–1750
- Karl Ferdinand Graf von Königsegg-Rothenfels-Erps (1696–1759) 1750–1753
- Johann Wilhelm von Trautson, Fürst von Falkenstein (1700–1775) 1753–1775
- Johann Anton Graf von Pergen (1725–1814) 1775–1790; außerdem 1782 bis 1790 Präsident von Niederösterreich
- Leopold Christoph Graf von Schallenberg (1712–1800) 1790–1791
- Johann Franz Anton Graf von Khevenhüller-Metsch (1737–1797) 1791–1797
- Ludwig Graf von Cavriani (1739–1799) 1798–1799
- Karl Graf von Zinzendorf und Pottendorf (1739–1813) ?–1802
- Franz Joseph von Saurau (1760–1832) 1803–1805; außerdem 1795 bis 1797 Statthalter von NÖ und 1810 bis 1814 Präsident
- Joachim Egon Landgraf von Fürstenberg-Weitra (1749–1828) 1807–1807
- Johann Nepomuk Graf von und zu Trauttmansdorff-Weinsberg (1757–1809) 1808–1809
- Joseph Karl Graf von Dietrichstein (1763–1825) 1811–1825; außerdem 1804 bis 1805 Präsident von Niederösterreich
- Peter Graf von Goëss (Johann Peter II.) (1774–1846) 1825–1846
- Albert Graf von Montecuccoli-Laderchi (1802–1852) 1846–1848

Senioren des Herrenstands als Stellvertreter des Landmarschalls:
- Franz Joseph Graf von Beroldingen (1779–1860) 1848–1860
- Anton Graf von Pergen-Thomasberg (1804–1873) 1860–1861[4]

### Landuntermarschälle der Österreichischen Landstände (1412 bis 1451)
- Jörg Utendorfer 1412
- Albrecht von Wolfenreith 1423
- Hans Walich 1430
- Jörg Potenbrunner 1431
- Hans Stockhorner von Starein 1437, 1438
- Hans Walich 1442–1444
- Jörg Dechsner 1451

### Landuntermarschälle der Niederösterreichischen Landstände (1454 bis 1848)
- Wolfgang Oberhaimer 1454
- Kaspar Staud 1469
- Leopold von Wulzendorf 1470–1477
- Wolfgang von Wildungsmauer 1489, 1490
- Kaspar Schaul zu Mold 1496–1499
- Sigmund Hager (seit 1499 von Allentsteig) (um 1440–1521) 1502–1517
- Ambros Wisent 1518–1541
- Hans Lorenz von Kuefstein 1541–1543
- Georg von Mamming 1543–1549
- Ludwig Kirchberger 1549–1556
- Hans Geyer von Osterburg 1556–1561
- Pilgrim von Sinzendorf (1517–1579) 1561–1563
- Christoph von Oberhaim 1563–1592
- Wolfgang Dietrich von Trauttmansdorff (um 1541–1594) 1592–1594
- Georg Bernhard von Urschenbeck (1551–1624, seit 1596: Ritter von) 1595–1607; außerdem 1606 bis 1620 Landmarschall
- Christoph Greiss zu Wald (1563–1617) 1609–1617
- Erasmus Gold von Lampoding (um 1550–1623) 1617–1623
- Johann Ruprecht Hegenmüller zu Parschenbrunn (1572–1633) 1627–1633
- Georg Christoph von Walterskirchen (1587–1654) 1633–1654
- Christoph Ehrenreich Geyer von Edelbach (um 1580–1667) 1654–1667
- Adam Anton Grundemann von Falkenberg (um 1624–1711) 1667–1710
- Franz Anton von Quarient und Raal (?–1713) 1710–1713
- Johann Ernst II. von Hätzenberg (?–1717) 1713–1717
- Johann Joachim von Aichen (1664–1729) 1717–1729
- Karl Leopold Friedrich von Moser (1688–1770) 1729–1764
- Daniel von Moser (Johann Daniel, ?–1779)[5] 1765–1769
- Ferdinand von Moser (Ferdinand Max, 1718–1779) 1769–1779
- Ludwig von Hacque 1779–1802 ?
- Johann Franz Xaver Anton von Khevenhüller-Metsch (1737–1797), 1791–1797
- Karl Leopold Joachim von Moser (1744–1823) 1802–1823
- Joseph Freiherr von Doblhoff-Dier (1770–1831) 1825–1831
- Franz Xaver von Aichen (1788–1856, seit 1816: Freiherr) 1832–1848

## Chefs des Niederösterreichischen Landtags (1861 bis 1918)
Im März 1861 wurde ein Niederösterreichischer Landtag gewählt, der am 6. April 1861 erstmals zusammentrat. Dieser hatte anstelle der Niederösterreichischen Landstände das Land gegenüber der Niederösterreichischen Landesregierung zu vertreten. Der Niederösterreichische Landtag wurde am 5. November 1918 von der Provisorischen Niederösterreichischen Landesregierung abgelöst.

### Landmarschälle des Niederösterreichischen Landtags (1861 bis 1918)
- Josef Franz Hieronymus Fürst von Colloredo-Mannsfeld (1813–1895) 1861–1867
- Adolf Pratobevera von Wiesborn (1806–1875, seit 1829 Freiherr) 1867–1870
- Othmar Ritter von Helferstorfer (d. i. Kaspar Helferstorfer), Abt der Benediktinerstifte zu den Schotten in Wien (1810–1880) 1870–1880
- Cajetan Felder (1814–1894, seit 1878: Freiherr von) 1880–1884, auch Bürgermeister von Wien 1868 bis 1878; zuvor Landmarschall-Stellvertreter 1869 bis 1880
- Christian Graf von Kinsky zu Wichnitz und Tettau (1822–1894) 1884–1893
- Leopold Graf von Gudenus (1843–1913, bis 1907: Freiherr) 1893–1894
- Otto Ehrenreich Maria Graf von Abensperg-Traun (1848–1899) 1894–1896
- Joseph Graf von Gudenus (1841–1919, bis 1907: Freiherr, seit 1919: Joseph Gudenus) 1896–1902
- Frigdian Schmolk, Propst des Stifts Herzogenburg (1842–1912) 1902–1906
- Aloys Prinz von und zu Liechtenstein (1846–1920) 1906–1918

### Landmarschall-Stellvertreter des Niederösterreichischen Landtags (1861 bis 1918)
- Joseph Kalchberg (1801–1882, seit 1840: Ritter von; seit 1861: Freiherr von) 1861–1863
- Andreas Zelinka (1802–1868) 1863–1868, auch Bürgermeister von Wien 1861 bis 1868
- Cajetan von Felder (1814–1894, seit 1878: Freiherr von) 1869–1880, danach Landmarschall 1880 bis 1884
- Alexander Karl (1824–1909), 1880–1884, Abt des Stifts Melk
- Eduard Uhl (1813–1892, seit 1890: Ritter von) 1884–1890, auch Bürgermeister von Wien 1882 bis 1889
- Johann Nepomuk Prix (1836–1894) 1890–1894, auch Bürgermeister von Wien 1889 bis 1894
- Karl Haberl (1833–1908) 1894–1896, auch Bürgermeister von Wiener Neustadt 1886 bis 1896
- Joseph Strobach (1852–1905) 1896–1905, auch Bürgermeister von Wien 1896 bis 1897
- Karl Lueger (1844–1910) 1905–1910, auch Bürgermeister von Wien 1897 bis 1910
- Josef Neumayer (1844–1923) 1910–1913, Bürgermeister von Wien 1910 bis 1912
- Josef Porzer (1847–1914) 1913–1914